# Hradeckega most
Hradeckega most je drugi najstarejši ohranjen most v Ljubljani. Je litoželezni most iz druge polovice 19. stoletja in je do sedaj edini most v Sloveniji, ki je bil v času obstoja s prvotne lege premaknjen dvakrat. Sedaj premošča Ljubljanico na lokaciji med Prulami in Krakovim, blizu sotočja z Gradaščico.
Velja za enega od najpomembnejših dosežkov slovenske tehnične zgodovine.

## Zgodovina
Leta 1781 je bil postavljen prvi litoželezni most na svetu, s čimer se je pričela industrijska revolucija tudi na področju mostogradnje. Ljubljanski mestni svet se je v sredini 19. stoletja odločil, da zamenja dotrajani leseni Čevljarski most z novim litoželeznim. Po petih letih iskanja jih je prepričal načrt Johanna Hermanna z Dunaja. Po njegovem načrtu so most v celoti ulili na Dvoru pri Žužemberku. Sestavili so ga iz vnaprej pripravljenih elementov trikotnega profila, prepeljali do Ljubljane in na gradbišču spojili z vijaki. Most so na lokaciji med Trančo in Novim trgom odprli 18. oktobra 1867 in ga poimenovali po županu Johannu Nepomuku Hradeckem (1820–1846); ker pa je bil na mestu Čevljarskega mostu, so meščani uporabljali tudi staro ime. Po konstrukcijski zasnovi je tročlenski lok razpetine 30,8 m, vozišče je bilo takrat leseno, širine 6,42 m.
Zaradi Plečnikovega posega v ureditve mostov oziroma gradnjo novih v središču Ljubljane so most leta 1931 prestavili na novo mesto pri takratni ljubljanski mrtvašnici (ob Zaloški cesti in cesti Ob Ljubljanici ter pri Poljanskem nasipu); tako se je mostu prejelo novo ime – Mrtvaški most. Plečnik je na robovih mostu zasnoval nove, betonske svetilke.
Zaradi staranja materialov, in ker so most uporabljala tudi težja motorna vozila (most ni bil načrtovan za to), je bil most ob koncu 20. stoletja dotrajan. Leta 2004 so most zaprli za motorni promet. Župan Zoran Janković je prenovo mostu uvrstil med svoje projekte.

## Sedanja lokacija
Februarja 2010 so mostno konstrukcijo odstranili z lokacije pri porodnišnici in obnove potrebne dele prepeljali v podjetje ABV, d. o. o., v Šentvid pri Stični. Tam so konstrukcijo pregledali, obnovili in zaščitili s protikorozijsko barvo. Med sanacijo so odkrili poškodbe robnih vencev in ograje, zato sta se Mestna občina Ljubljana in Zavod za varovanje kulturne dediščine dogovorila, da te elemente naredijo na novo. Januarja 2011 so začeli pripravljati teren in temelje za novo, tretjo lokacijo mostu, in sicer za izlivom Gradaščice v Ljubljanico v Trnovem, tako da most povezuje Žabjek in Krakovo oz. Prule in Trnovo. Marca istega leta je bil most postavljen na to lokacijo in spet dobil prvotno ime – Hradeckega most. Na novi lokaciji je most namenjen le pešcem in kolesarjem.